# Double Fine Productions
Double Fine Productions – amerykańska firma produkująca gry komputerowe założona w 2000 roku przez Tima Schafera po jego odejściu z LucasArts. Działalność rozpoczął w San Francisco wraz z programistami Davidem Dixonem (Ocean of America, Capcom, LucasArts) i Jonathanem Menziesem (LucasArts). Do studia dołączyły później niektóre osoby pracujące wcześniej nad grą Grim Fandango oraz inni pracownicy. Nazwa firmy została zainspirowana znakiem na moście Golden Gate, który informował kierowców o strefie podwojonej grzywny (ang. double fine zone). Pracownicy na stronie internetowej studia publikują stworzone przez siebie serie komiksów internetowych oraz minigry.
Firmie przypisuje się spopularyzowanie w 2012 roku finansowania gier komputerowych przy pomocy crowdfundingu.

## Historia

### 2005–2009

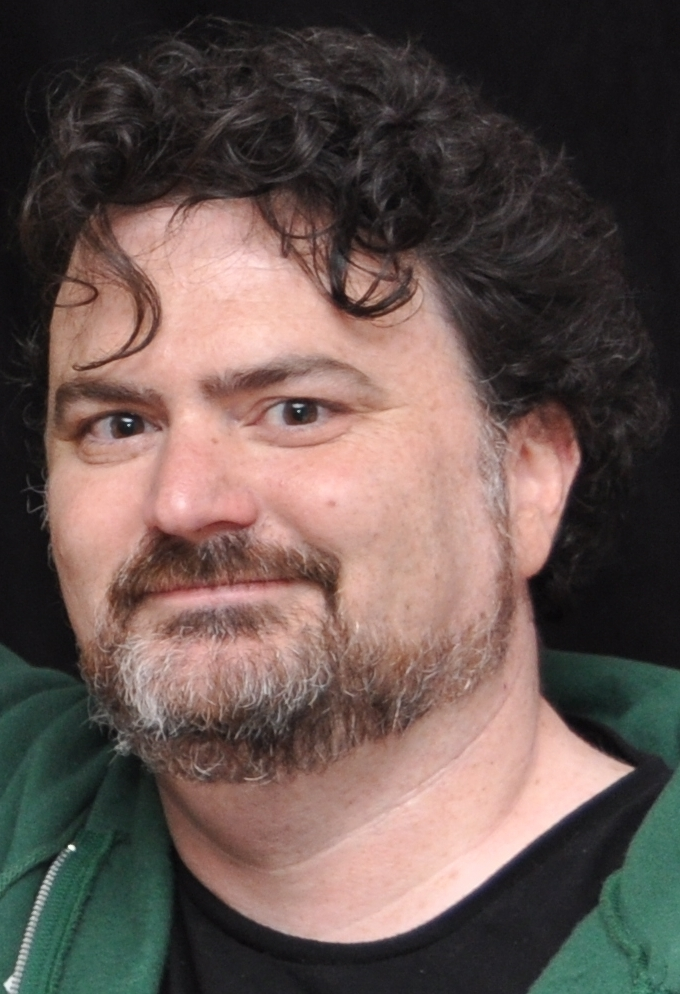
Tim Schafer – założyciel Double Fine Productions

Pierwszym ukończonym projektem Double Fine była gra platformowa Psychonauts przedstawiająca przygody chłopca o imieniu Raz, który wkrada się na obóz letni dla dzieci z psychicznymi mocami próbując zostać członkiem elitarnej grupy superbohaterów – Psychonautów. Po premierze w kwietniu 2005 roku gra otrzymała pozytywne opinie krytyków, jednak nie odniosła sukcesu komercyjnego. Początkowo wydano ją na platformy Microsoft Windows, PlayStation 2 i Xbox, a później opublikowano ją także na konsole Xbox 360 (Xbox Originals) i PlayStation 3 oraz systemy OS X i Linux.
Drugą produkcją Double Fine była gra Brütal Legend, która stanowi połączenie przygodowej gry akcji ze strategią czasu rzeczywistego i opowiada historię roadiego Eddiego Riggsa, który został przeniesiony do świata fantasy, w którym ludzkość została zniewolona przez demony. W grze widoczne są inspiracje muzyką heavymetalową i nordycką mitologią. Brütal Legend została wydana w październiku 2009 roku przez firmę Electronic Arts na konsole PlayStation 3 i Xbox 360, później ukazały się także wersje gry na systemy Microsoft Windows, OS X i Linux.

### 2010–2012
Następnie Double Fine rozpoczęło równoczesne tworzenie kilku mniejszych gier. Pierwszą z nich była komputerowa gra fabularna o tematyce Halloween Costume Quest, którą wydano w październiku 2010 roku. W lutym 2011 wydano Stacking – grę przygodową inspirowaną rosyjskimi matrioszkami, w czerwcu Iron Brigade – połączenie tower defense i third-person shootera, a w październiku Sesame Street: Once Upon a Monster – grę przygodową wykorzystującą urządzenie Kinect, w której występują postacie z Ulicy Sezamkowej. W marcu 2012 roku z powodzeniem zakończyli zbiórkę na grę przygodową Broken Age. W 2012 roku stworzyli jeszcze dwie gry casualowe dla Kinecta – w lutym Double Fine Happy Action Theater i Kinect Party w grudniu, a także grę symulacyjną Middle Manager of Justice na system iOS. 
Na przełomie listopada i grudnia 2012 roku Double Fine wraz z Humble Bundle Inc. zorganizowało akcję charytatywną Amnesia Fortnight, podczas której pracownicy studia przedstawili swoje pomysły na gry, a następnie w wyniku głosowania internautów, którzy chcieli zakupić pakiet, wybrano pięć z nich do stworzenia. W trakcie trwania akcji przez okres dwóch tygodni powstały prototypowe gry: Hack n' Slash – przygodowa gra akcji inspirowana serią The Legend of Zelda, gdzie gracz musi hackować grę, aby rozwiązać zagadki, Spacebase DF-9 – gra symulacyjna osadzona w kosmosie, The White Birch – gra platformowa inspirowana grami Ico i Podróż, Autonomous – retrofuturystyczna gra sandboksowa z robotami oraz Black Lake – gra eksploracyjna w baśniowej stylistyce. Dodatkowo do pakietu dodano prototypy Costume Quest i Happy Song (prototyp Once Upon a Monster) oraz grę kooperacyjną Brazen. Firma 2 Player Productions nagrywała dokumentację filmową z tworzenia prototypów.

### 2013
W styczniu 2013 roku na platformy Linux, OS X, Microsoft Windows, PlayStation 3, Xbox 360 i Wii U ukazała się gra platformowa The Cave, którą zaprojektował Ron Gilbert. W maju zorganizowano akcję Humble Double Fine Bundle, w której zawarte były wybrane gry studia, a także zawartość akcji Amnesia Fortnight. Pod koniec maja studio wystartowało z kolejną zbiórką pieniędzy na Kickstarterze, tym razem na strategiczną grę turową Massive Chalice osadzoną w feudalnym świecie fantasy oraz inspirowaną takimi produkcjami jak X-COM, Final Fantasy Tactics i Fire Emblem, a także serialem Gra o tron. Zbiórka zakończyła się 27 czerwca, a twórcy otrzymali 1 229 015 USD na produkcję gry. Ponadto w czerwcu Kellee Santiago ogłosiła, że Double Fine otrzymało od Indie Fund fundusze na dwie niezapowiedziane jeszcze gry. W lipcu ukazała się gra Dropchord wykorzystująca kontroler Leap Motion. 15 października na Steam Early Access pojawiła się wersja alfa gry Spacebase DF-9 powstałej z wcześniejszego prototypu, której produkcja kosztowała 400 tysięcy USD, w tym 75 tysięcy z Indie Fund; koszty te zwróciły się po dwóch tygodniach.

### 2014
W lutym studio wraz z Humble Bundle zorganizowało kolejną odsłonę akcji Amnesia Fortnight.

## Broken Age/Double Fine Adventure
9 lutego 2012 roku Double Fine wraz z 2 Player Productions rozpoczęło na Kickstarterze zbiórkę pieniędzy na grę pierwotnie zatytułowaną Double Fine Adventure, która miała być dwuwymiarową grą przygodową z ręcznie rysowaną grafiką. Na akcję crowdfundingową zdecydowano się z powodu małego zainteresowania tego typu grami ze strony wydawców, gdyż stanowią one niszę na rynku. Początkowym celem było zebranie 300 tys. USD na produkcję gry przez Double Fine i dodatkowe 100 tys. na dokumentację filmową z jej tworzenia przeprowadzoną przez 2 Player Productions. Pułap 400 tys. USD udało się osiągnąć już po około ośmiu godzinach od wystartowania akcji, a do jej zakończenia w połowie marca 2012 zebrano 3 336 371 USD. Wynik ten był rekordem w serwisie do czasu, gdy w kwietniu pobiła go zbiórka na e-papierowy zegarek Pebble. W kategorii gier komputerowych suma ta została pobita przez zbiórkę na Project Eternity studia Obsidian Entertainment w październiku 2012 roku.
W marcu 2013 roku ujawniono jej ostateczny tytuł – Broken Age. Opowiadać będzie historię dwójki bohaterów: dziewczyny żyjącej w wiosce, gdzie ma być złożona w ofierze potworowi oraz samotnie zamieszkującego statek kosmiczny chłopca, nad którym czuwa inteligentny komputer. Do obsady głosowej produkcji zaliczają się m.in. Jennifer Hale, Jack Black, Elijah Wood, Nick Jameson, Richard Horvitz i Wil Wheaton. 3 lipca twórcy ogłosili, że z powodu zbyt wielkich ambicji zabrakło im funduszy na produkcję gry, przez co zostali zmuszeni do podzielenia jej na dwa akty. Pierwszy z nich został 14 stycznia 2014 roku udostępniony osobom, które wsparły akcję crowdfundingową, natomiast w ogólnodostępnej sprzedaży ukazał się 28 stycznia. Zyski z jego sprzedaży zostaną przeznaczone na dokończenie drugiego aktu, którego premiera ma nastąpić w kwietniu lub maju, i który zostanie udostępniony w formie darmowej aktualizacji. Sytuacja ta wywołała kontrowersje w środowisku graczy komputerowych.

## Lista gier
| Rok  | Tytuł                              | Platformy                                                                             | Wydawcy/Sponsorzy                            |
| ---- | ---------------------------------- | ------------------------------------------------------------------------------------- | -------------------------------------------- |
| 2005 | Psychonauts                        | Microsoft Windows, OS X, Linux, PlayStation 2, Xbox                                   | Majesco Entertainment, Dracogen, Double Fine |
| 2009 | Brütal Legend                      | PlayStation 3, Xbox 360, Microsoft Windows, Linux                                     | Electronic Arts, Dracogen, Double Fine       |
| 2010 | Costume Quest                      | PlayStation Network, Xbox Live Arcade, Microsoft Windows                              | THQ, Dracogen, Double Fine                   |
| 2011 | Stacking                           | PlayStation Network, Xbox Live Arcade, Microsoft Windows                              | THQ, Dracogen, Double Fine                   |
| 2011 | Iron Brigade                       | Xbox Live Arcade, Microsoft Windows                                                   | Microsoft Studios                            |
| 2011 | Sesame Street: Once Upon a Monster | Xbox 360 + Kinect                                                                     | Warner Bros. Interactive Entertainment       |
| 2012 | Double Fine Happy Action Theater   | Xbox Live Arcade + Kinect                                                             | Microsoft Studios                            |
| 2012 | Middle Manager of Justice          | iOS, Android                                                                          | Dracogen, Double Fine                        |
| 2012 | Kinect Party                       | Xbox Live Arcade + Kinect                                                             | Microsoft Studios                            |
| 2013 | The Cave                           | Linux, OS X, Microsoft Windows, PlayStation Network, Nintendo eShop, Xbox Live Arcade | Sega                                         |
| 2013 | Dropchord                          | Microsoft Windows i OS X + kontroler Leap Motion, Ouya, iOS, Android                  | Dracogen, Double Fine                        |
| 2013 | Spacebase DF-9                     | Microsoft Windows, OS X, Linux                                                        | Indie Fund, Steam Early Access, Double Fine  |
| 2013 | Autonomous                         | Microsoft Windows + kontroler Leap Motion                                             | Double Fine                                  |
| 2013 | My Alien Buddy                     | PlayStation 4 + PlayStation Camera                                                    | Sony                                         |
| 2013 | Broken Age                         | Microsoft Windows, OS X, Linux, iOS, Android                                          | Kickstarter, Double Fine                     |
| 2014 | Massive Chalice                    | Microsoft Windows, OS X, Linux                                                        | Kickstarter, Double Fine                     |
| 2021 | Psychonauts 2                      | Microsoft Windows, XONE, XSX, PS4                                                     | Xbox Game Studuios, Microsoft Studios        |

Pracownicy Double Fine stworzyli także kilka gier gier przeglądarkowych w technologii Adobe Flash, dostępnych na stronie studia:
- 2007: Epic Saga: Extreme Fighter – dwuwymiarowa bijatyka.
- 2008: My Game About Me: Olympic Challenge – trzy minigry związane z „aktywnościami olimpijskimi”: jedzeniem, spaniem i surfingiem.
- 2008: Tasha's Game – gra platformowa, w której gracz używa kota do zbierania platform, aby pomóc Tashy przejść poziom.
- 2009: Host Master and the Conquest of Humor – gra typu wskaż i kliknij w stylu serii Monkey Island, w której gracz jako Tim Schafer musi znaleźć dowcipy do swojej przemowy na Game Developers Conference 2009.
- 2013: Host Master Deux: Quest for Identity – sequel gry Host Master and the Conquest of Humor, w którym gracz jako Tim Schafer musi przekonać portiera Game Developers Choice Awards 2013, że to naprawdę on.